# Une riche famille
Pour plus de détails, voir Fiche technique et Distribution.
Une riche famille (titre original : Hot Water) est une comédie américaine, en noir et blanc et muet, réalisée par Fred C. Newmeyer et Sam Taylor, et sortie en 1924. Ce film met en scène le comique Harold Lloyd.

## Synopsis
Ce film réunit en fait trois courts métrages mettant en scène le même héros. Dans le premier, celui-ci a gagné une dinde vivante lors d'une tombola et la ramène chez lui en prenant un tramway bondé, au grand désespoir des autres voyageurs. Dans le deuxième, notre héros doit transporter toute sa nombreuse famille dans sa petite voiture. Enfin, dans le troisième, il part en séjour avec sa belle-mère qui se révèle somnambule…

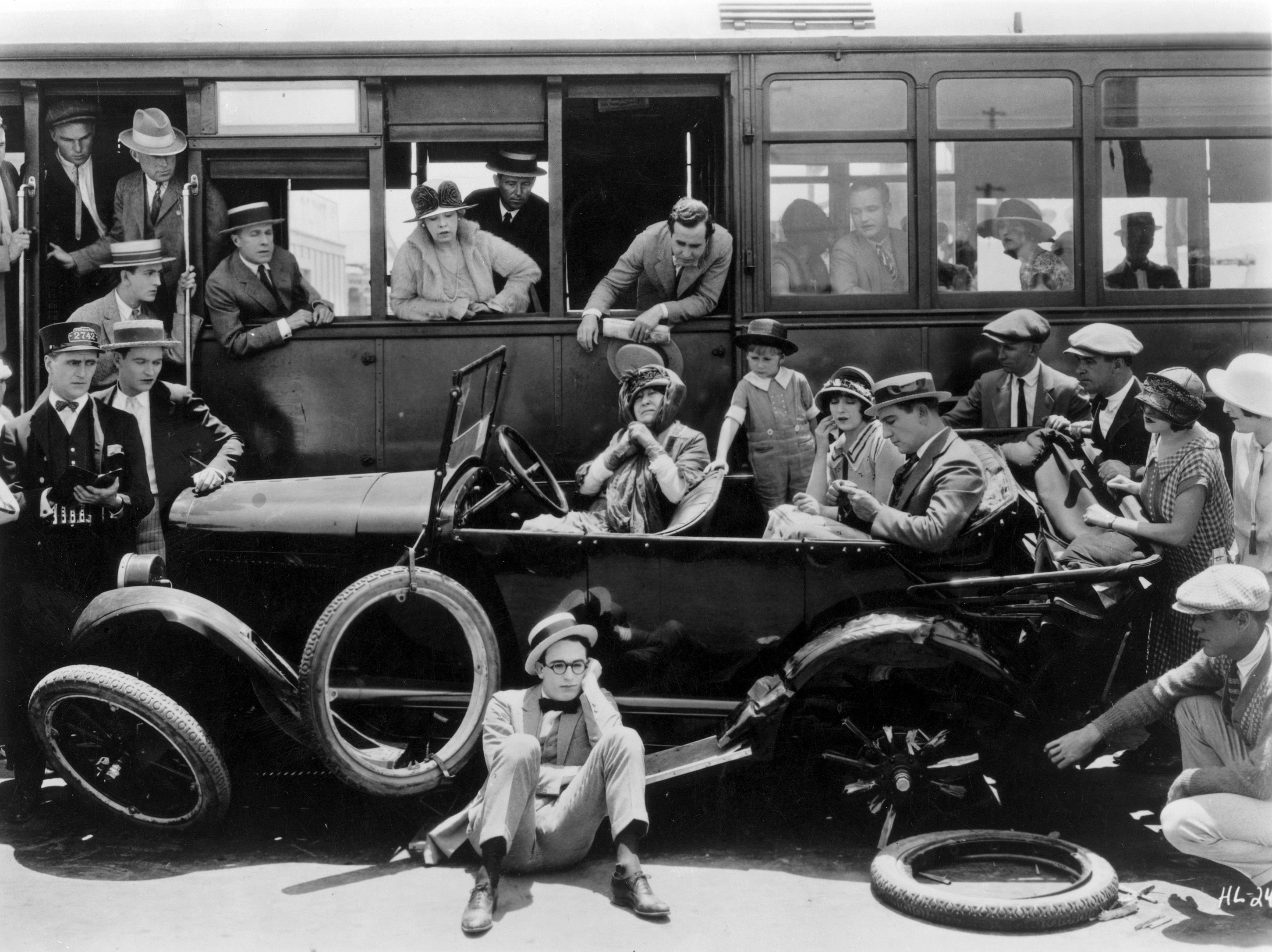
Harold Lloyd (assis au centre) dans une scène du film.

## Fiche technique
- Titre : Une riche famille
- Titre original : Hot Water
- Réalisation : Fred C. Newmeyer, Sam Taylor
- Scénario : Thomas J. Gray, Sam Taylor, Tim Whelan, John Grey
- Musique : Adrian Johnston (1992), Robert Israel (2002)
- Directeur de la photographie : Walter Lundin
- Montage : Allen McNeil
- Direction artistique : Liell K. Vedder
- Production : Harold Lloyd, The Harold Lloyd Corporation
- Pays de production :  États-Unis
- Genre : Comédie
- Durée : 60 minutes
- Dates de sortie :
  - États-Unis : 26 octobre 1924
  - Finlande : 14 février 1927
  - Portugal : 5 mars 1928

## Distribution
- Harold Lloyd : le mari
- Jobyna Ralston : la femme
- Josephine Crowell : la mère
- Charles Stevenson : le grand frère
- Mickey McBan (en) : le petit frère
- Edgar Dearing (en) : le policier à moto (non crédité)
- Pat Harmon (en) : un passager du tramway (non crédité)

## Récompenses et distinctions

### Nominations
- Saturn Award 2006 :
  - Saturn Award de la meilleure collection DVD (au sein du coffret Harold Lloyd Collection)